# V824 Геркулеса
V824 Геркулеса (лат. V824 Herculis) — двойная звезда в созвездии Геркулеса на расстоянии приблизительно 488 световых лет (около 150 парсек) от Солнца. Видимая звёздная величина звезды — от +16,38m до +16,2m.
Открыта Дональдом Эрлом Уингетом в 1984 году*.

## Характеристики
Первый компонент (WDS J16570+1556A) — красный карлик спектрального класса M4,5. Видимая звёздная величина звезды — +16,55m.
Второй компонент (WDS J16570+1556B) — белый карлик, пульсирующая переменная звезда типа V777 Геркулеса (ZZB) спектрального класса DB2, или DB. Масса — около 0,56 солнечной, радиус — около 0,0138 солнечного, светимость — около 0,0794 солнечной. Эффективная температура — около 26140 K. Удалён на 3,6 угловой секунды.